# Associazione Calcio Perugia 1959-1960
Questa voce raccoglie le informazioni riguardanti l'Associazione Calcio Perugia nelle competizioni ufficiali della stagione 1959-1960.

## Rosa
| N. |                   | Ruolo | Calciatore       |
| -- | ----------------- | ----- | ---------------- |
|    | Italia (bandiera) | P     | Luciano Bandoli  |
|    | Italia (bandiera) | C     | Enzo Blasoni     |
|    | Italia (bandiera) |       | Cascelli         |
|    | Italia (bandiera) | C     | Lucio Chiavarini |
|    | Italia (bandiera) | D     | Benito Davanzati |
|    | Italia (bandiera) |       | Falchetti        |
|    | Italia (bandiera) | A     | Dante Fortini    |
|    | Italia (bandiera) | D     | Piero Grasselli  |
|    | Italia (bandiera) | D     | Benito Litti     |
|    | Italia (bandiera) | A     | Vieri Magli      |
|    | Italia (bandiera) | C     | Nicola Marinelli |

| N. |                   | Ruolo | Calciatore        |
| -- | ----------------- | ----- | ----------------- |
|    | Italia (bandiera) | C     | Ugo Milia         |
|    | Italia (bandiera) | A     | Angelo Montenovo  |
|    | Italia (bandiera) | C     | Gabriele Moretti  |
|    | Italia (bandiera) | D     | Franco Mori       |
|    | Italia (bandiera) |       | Papa              |
|    | Italia (bandiera) | D     | Aldo Pedretti     |
|    | Italia (bandiera) | A     | Armando Serlupini |
|    | Italia (bandiera) | P     | Sandro Strologo   |
|    | Italia (bandiera) | P     | Gennaro Tassini   |
|    | Italia (bandiera) | A     | Guido Zucchini    |